# هوموک‌بودوگه
هوموک‌بودوگه (به مجاری:  Homokbödöge) یک شهرداری در مجارستان است که در ناحیه پاپا واقع شده‌است. هوموک‌بودوگه ۱۶٫۱۵ کیلومتر مربع مساحت و ۶۹۸ نفر جمعیت دارد.